# Velvet afternoon
Velvet afternoon is een studioalbum van John Hackett. Subtitel is A relaxing collection of original compositions for flute and piano.
Hackett speelde in die jaren nog vaak in de muziekgroep rondom zijn broer Steve Hackett. Zij brachten in 2000 Sketches of Satie uit, een album met klassieke muziek, gearrangeerd voor dwarsfluit (John) en gitaar (Steve). Het album Velvet afternoon ligt qua klank in het verlengde daarvan. Het is wat romantische annex new age muziek voor dwarsfluit en in dit geval piano. Hackett koos daarbij voor begeleiding door Sally Goodworth, pianist maar voormalig fluitist, zodat de frasering binnen de muziek optimaal kon worden.
Het album is opgenomen in de eigen geluidsstudio van John met Nick Magnus (uit de band van broer Steve) achter de mengtafel. De plaat verscheen eerst in eigen beheer, het werd later opgenomen in het distributiekanaal van InsideOut Music.

## Musici
- John Hackett – dwarsfluit
- Sally Goodworth - piano

## Muziek
| Nr. | Titel                  | Duur |
| --- | ---------------------- | ---- |
| 1.  | Pastures green         | 3:54 |
| 2.  | Vergebung              | 2:54 |
| 3.  | Freefall               | 4:14 |
| 4.  | Minuet I               | 1:56 |
| 5.  | Presto                 | 1:17 |
| 6.  | Minuet II              | 1:10 |
| 7.  | The chaplet            | 3:00 |
| 8.  | Allegro molto moderato | 4:10 |
| 9.  | Sausage boy            | 3:23 |
| 10. | Oily rag               | 2:16 |
| 11. | Sophie’s lullaby       | 2:49 |
| 12. | Tamborino              | 2:23 |
| 13. | Minuet reprise         | 2:02 |
| 14. | Next time around       | 4:15 |
| 15. | Velvet afternoon       | 2:46 |